# Kaple Navštívení Panny Marie (Hořany)
Kaple Navštívení Panny Marie v Hořanech je drobná sakrální stavba uprostřed obce. Duchovní správou spadá do Římskokatolické farnosti Opočno.

## Popis
Kaple pochází z 19. století a jistě v místě stála již před rokem 1836, kdy je o ní první zmínka. Jedná se o pseudorománskou obdélnou sakrální stavbu s polokruhovým závěrem. Uvnitř je segmentový triumfální oblouk a dřevěná kruchta. Prostor je kryt rovným stropem. V roce 1855 byla kaple prohlášena za veřejnou a tudíž v ní mohly být slouženy příležitostně i mše svaté.

## Vybavení
Kaple byla v roce 1836 vybavena jen skromně. V kapli se na oltáři nacházel obraz (olej na plátně) Navštívení Panny Marie. Dobový soupis uvádí, že kaple byla postavena obcí Hořany a na její údržbu existoval zvláštní fond, jehož prostředky jsou uloženy při správě novohradského panství“. V roce 1841 má kaple již věžičku, která byla kryta šindelem, zbytek stavby taškami. Uvnitř je kaple sklenutá. Podle inventáře z roku 1841 si kněz musel s sebou k celebrování mše svaté přinést takřka všechno. V kapli byl v roce 1841 dřevěný oltář Navštívení Panny Marie s obrazem téhož námětu v podobě „Brustbild“ (jedná se o německý kunsthistorický pojem značící polopostavu, resp. obraz zachycující pouze horní část postavy). Dále se zde nacházel malý krucifix, dřevěný svícen, 14 obrazů křížové cesty, velký krucifix na boční zdi, 12 menších obrazů různých svatých, dvě tyče k praporu, jedna z toho z praporem zobrazujícím sv. Jana a Pavla a Navštívení Panny Marie, dvě modlitební lavice, liturgická roucha na oltář. Soupis farnosti Opočno 1856 upřesňuje tuto zprávu slovy: „Na návsi v Hořanech se nachází kamenná kaple s dřevěnými dveřmi, novou věžičkou opatřenou zvonem, v níž se nachází obraz (olej na plátně) představující Navštívení Panny Marie (Gruß Mariae Heimsuchung), vedle toho další náboženské obrazy; kaple byla v roce 1855 rozhodnutím litoměřického biskupského ordinariátu prohlášena za veřejnou i s příslušnou mešní licencí; kaple byla zřízena nákladem hořanské obce neznámo kdy; k udržování kaple existuje fond.“